# Tendo-ryu

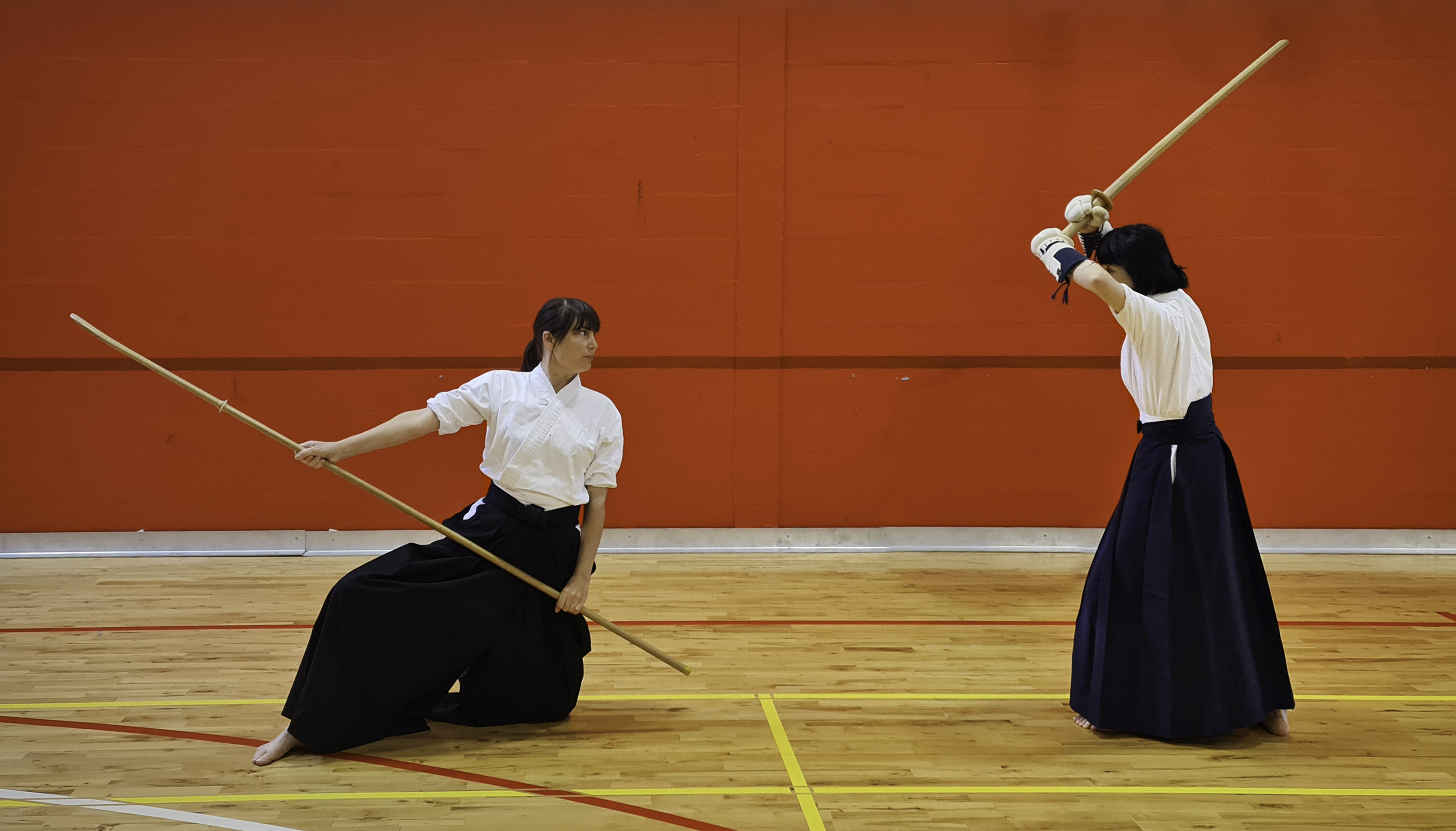
Naginatajutsu

Tendō-ryū (天道流), ursprungligen Ten-ryū (天流), även känd som Tendō-ryū naginatajutsu (天道流長刀術), är en traditionell japansk budo-skola (koryū) som grundades 1582 av Saito Hangan Denkibo Katsuhide. Skolan är idag mest känd för sina naginata-tekniker men innefattar även nito (två svärd), tantōjutsu (knivtekniker), jojutsu (stavtekniker), kusari-gamajutsu (tekniker med kedja och skära) och ursprungligen även kenjutsu (svärdstekniker), taijutsu (obeväpnade tekniker) samt shurikenjutsu (tekniker med kastvapen).  Skolan hade ursprungligen över 300 kata (former) men idag är omkring 170 bevarade i rakt nedstigande led. Skolans ursprungliga namn var Ten-ryū (天流) men detta ändrades av det åttonde stilöverhuvudet. Skolan är en av de fyra äldre budo-skolorna som har en obruten soke-linje fram till idag.
Tendō-ryū är en av de två klassiska system från vilket modern naginata, 新しいなぎなた atarashii naginata, utvecklades. Den andra skolan är Jikishinkage-ryū. 
Skolan tränas inom Svenska Budo & Kampsportsförbundet under "Naginata" 